# Vattenfall Cyclassics 2012
La Vattenfall Cyclassics 2012 se disputó el domingo 19 de agosto. Tuvo un trazado de 245,9 km que con salida y meta en la ciudad alemana de Hamburgo.
La carrera formó parte del UCI WorldTour 2012.
El ganador final fue Arnaud Démare tras imponerse al sprint a André Greipel y Giacomo Nizzolo, respectivamente.

## Equipos participantes
Tomaron parte en la carrera 20 equipos: los 18 de categoría UCI ProTeam (al ser obligada su participación); más 2 de categoría Profesional Continental mediante invitación de la organización (Argos-Shimano y Team NetApp). Formando así un pelotón de 155 ciclistas, con 8 corredores cada equipo (excepto el BMC Racing, Rabobank y Vacansoleil-DCM Pro Cycling Team que salieron con 7 y el Movistar que salió con 6) de los que acabaron 132. Los equipos participantes fueron:
| Equipo                           | Cód. UCI |
| -------------------------------- | -------- |
| Sky Procycling                   | SKY      |
| Lotto Belisol                    | LTB      |
| Astana Pro Team                  | AST      |
| Liquigas-Cannondale              | LIQ      |
| Katusha Team                     | KAT      |
| Omega Pharma-Quick Step          | OPQ      |
| BMC Racing Team                  | BMC      |
| RadioShack-Nissan                | RNT      |
| Orica-GreenEDGE                  | OGE      |
| Garmin-Sharp                     | GRM      |
| Movistar Team                    | MOV      |
| Euskaltel-Euskadi                | EUS      |
| Lampre-ISD                       | LAM      |
| Rabobank Cycling Team            | RAB      |
| Vacansoleil-DCM Pro Cycling Team | VCD      |
| Ag2r La Mondiale                 | ALM      |
| FDJ-Big Mat                      | FDJ      |
| Team Saxo Bank-Tinkoff Bank      | SAX      |

| Equipo        | Cód. UCI |
| ------------- | -------- |
| Argos-Shimano | ARG      |
| Team NetApp   | APP      |

## Clasificación final
| \| Posición \| Ciclista \| Equipo \| Tiempo \| \| -------- \| -------------------- \| ----------------------- \| --------------- \| \| 1. \| Arnaud Démare \| FDJ-Big Mat \| 6 h 03 min 20 s \| \| 2. \| André Greipel \| Lotto Belisol \| m.t. \| \| 3. \| Giacomo Nizzolo \| RadioShack-Nissan \| m.t. \| \| 4. \| Tom Boonen \| Omega Pharma-Quick Step \| m.t. \| \| 5. \| Edvald Boasson Hagen \| Sky \| m.t. \| \| 6. \| Mark Renshaw \| Rabobank \| m.t. \| \| 7. \| Heinrich Haussler \| Garmin-Sharp \| m.t. \| \| 8. \| Manuel Belletti \| Ag2r La Mondiale \| m.t. \| \| 9. \| Tom Veelers \| Argos-Shimano \| m.t. \| \| 10. \| Borut Božič \| Astana \| m.t. \| |                      |                         |                 |
| Posición | Ciclista             | Equipo                  | Tiempo          |
| 1. | Arnaud Démare        | FDJ-Big Mat             | 6 h 03 min 20 s |
| 2. | André Greipel        | Lotto Belisol           | m.t.            |
| 3. | Giacomo Nizzolo      | RadioShack-Nissan       | m.t.            |
| 4. | Tom Boonen           | Omega Pharma-Quick Step | m.t.            |
| 5. | Edvald Boasson Hagen | Sky                     | m.t.            |
| 6. | Mark Renshaw         | Rabobank                | m.t.            |
| 7. | Heinrich Haussler    | Garmin-Sharp            | m.t.            |
| 8. | Manuel Belletti      | Ag2r La Mondiale        | m.t.            |
| 9. | Tom Veelers          | Argos-Shimano           | m.t.            |
| 10. | Borut Božič          | Astana                  | m.t.            |